# Café El Estribo
El Café El Estribo de la ciudad de Buenos Aires estuvo ubicado en la avenida Entre Ríos 763 al 767 en el barrio de Balvanera y allí actuaron artistas vinculados al tango en las primeras épocas del desarrollo de este género. Se sabe que funcionó por lo menos desde la primera década del siglo XX y desapareció en una fecha desconocida al transformarse en una de las tantas pizzerías de la ciudad. Para algunos artistas el Café fue un lugar intermedio que les permitiera hacerse conocer lo suficiente como para después ser contratados en locales de las zonas céntricas de la ciudad.

## Actividad artística
Si bien Francisco Canaro en sus Memorias pág. 73 ubica a El Estribo en Entre Ríos al 600, frente al Mercado San Cristóbal, lo que ocurre es que hubo en esa avenida un cambio en la numeración original que llevó a que al local le correspondieran los números 763 al 767.
Uno de los conjuntos que actuó en el palquito que tenía el Café El Estribo en la primera década del siglo XX estaba integrado por Francisco Canaro en violín, el bandoneonista Vicente Greco, el pianista Prudencio Aragón y el flautista Vicente Pecci y tenía tal éxito de público que hubo noches en que por estar colmada la capacidad del local debía seguir las actuaciones desde la acera en tanto el comisario de la seccional enviaba algún efectivo al lugar para prevenir trifulcas. Canaro y Greco habían actuado previamente en el local de la esquina de Suárez y Necochea, en el barrio de La Boca y después de un tiempo el conjunto comenzó a alternar sus presentaciones en El Estribo con otras que hacía en el Salón Rodríguez Peña, ya en el centro de la ciudad.
En 1912 Greco presentó El Estribo su primera orquesta: dos bandoneones, uno él mismo y el otro a cargo de Juan Lorenzo Labissier, los violines de Francisco Canaro y Juan Abatte, la flauta del “tano” Vicente Pecci y el piano de Agustín Bardi.
Otros conocidos músicos que pasaron por el local fueron Roberto Firpo, Eduardo Arolas y Tito Roccatagliata.
Por otra parte, dos veces por semana se realizaban en el sótano del Café peñas a las que concurrían payadores, guitarristas y cantores entre los cuales estuvieron José Betinotti, Ramón P. Vieytes, Luis García, Carlos Rodríguez, Ambrosio Ríos Federico Curlando e, incluso. El dúo Gardel-Razzano.
Dice Bossio que “el tango se hacía fuerte –desde el sur- en el Café El Estribo, baluarte principal en el corretear del tango por las arterias de Buenos Aires en su rumbo hacia el centro”. Greco le dedicó a este Café su tango El Estribo.